# Иоанн Кресценций
Иоанн Кресценций (Номентан; казнён в 998) — правитель Рима (985—998) из патрицианского рода Кресценциев, предположительно внук Феодоры Младшей, сын Кресценция (умер в 984).
Подчинился Оттону III, когда тот возвёл в папы римские Григория V. По сообщению «Хильдесхаймских анналов», Оттон в 996 году хотел изгнать Кресценция из Рима за обиды, которые тот причинял папе Иоанну XV, но новый папа уговорил императора простить Кресценция. Однако, после ухода Оттона из Рима Кресценций возглавил восстание римлян против Григория и изгнал его. Возвёл на папский престол Иоанна XVI. Искал помощи Византии. После взятия Рима Оттон III казнил Кресценция.